# Testamento de juventud
Testamento de Juventud es la primera entrega en las memorias de Vera Brittain y abarca desde 1900 hasta 1925. Fue publicado en 1933. Las memorias de Brittain continúan con Testamento de experiencia, publicado en 1957, abarcando los años 1925–1950.  Entre estos dos libros viene Testamento de amistad (publicado en 1940), el cual es esencialmente una memoria de la colega y amiga cercana de Brittain, Winifred Holtby. Un segmento final del libro de memorias, Testamento de fe o Testamento del tiempo, fue planeado por Brittain pero quedado inacabado a su muerte.
Testamento de Juventud ha sido aclamado como un clásico por su descripción del impacto de la Primera Guerra Mundial en la vida de las mujeres y la población civil de clase media en Gran Bretaña. El libro muestra cómo se extendió este impacto en los años de la posguerra. También se considera un clásico de la literatura feminista por su descripción de la lucha de una mujer pionera para forjar una carrera independiente en una sociedad que solo a regañadientes aceptaba a las mujeres con educación superior.

## Narrativa
En el prólogo, Vera Brittain describe cómo ella originalmente tenía la intención de escribir sus experiencias como una novela, pero fue incapaz de conseguir la distancia objetiva necesaria para su sujeto. Luego intentó publicar su diario original de los años de la guerra pero utilizando nombres ficticios. Esto también resultó inviable. Solo entonces decidió escribir su propia historia personal, poniendo sus experiencias personales en un contexto histórico y social más amplio. Varios críticos han notado el proceso catártico por el cual expresa el dolor en la pérdida de hombres jóvenes cercanos a ella – su hermano Edward Brittain, su prometido Roland Leighton, sus amigos Victor Richardson y Geoffrey Thurlow.
La narrativa comienza con los planes de Vera para entrar en la Universidad de Oxford y su romance con Roland Leighton, un amigo de su hermano Edward. Ambos se alistaron y fueron comisionados como oficiales al comienzo de la Primera Guerra Mundial, y posteriormente ambos murieron en acción, al igual que otros miembros de su círculo social.
El tema principal del libro es el trabajo de Vera como enfermera del Destacamento de Ayuda Voluntario, asistiendo a heridos en Londres, Malta y Etaples en Francia. También describe cómo regresa desilusionada a Somerville, Oxford, después de la guerra para finalizar su licenciatura. Abarca los comienzos de su carrera en periodismo, escribiendo para Time and Tide y haciendo lecturas para la Liga de Naciones. Visitó las tumbas de su hermano Edward en Italia y su prometido Roland en Francia. Junto con Winifred Holtby visitó los países vencidos y ocupados de Alemania y Austria en 1923.
Concluye cuando conoció a su marido George Catlin y su posterior matrimonio en 1925.
Los diarios en que el libro en parte están inspirados, Crónica de Juventud, fueron editados por Alan Bishop y publicados en 1981. En 1998, las cartas de guerra en las que Brittain también se basó para realizar su autobiografía fueron publicadas en una edición de Alan Bishop y Mark Bostridge. Se titularon Cartas de una Generación Perdida y su lanzamiento fue recibido con gran aclamación.

## Publicaciones
- Primera publicación: Victor Gollancz (28 de agosto de 1933)
- Victor Gollancz, Londres (1940)
- Grey Arrow paperback, Arrow Books, Londres (1960)
- Wideview Books (1970) ISBN 0-86068-035-5
- Wideview Books (1978) ISBN 86-06-80355-3
- Fontana (1979) ISBN 0-00-635703-2
- Seaview Books. (1980) B010174; 661
- Penguin Group (Estados Unidos) (1980) ISBN 0-87223-672-2
- Putnam pub Group (1980) ISBN 0-87223-672-2
- Penguin Classics (2005) ISBN 0-14-303923-7
- Editor: Virago Press Ltd (2004) ISBN 0-86068-035-5
- Editor: Weidenfeld & Nicolson (2009) ISBN 978-0-297-85831-7

## Adaptaciones
El libro fue dramatizado por Elaine Morgan como una serie de cinco partes que retransmitió la BBC2 en 1979. Esta versión cuenta a Cheryl Campbell como Vera Brittain, Peter Woodward como Roland Leighton, Joanna McCallum como Winifred Holtby y Emrys James y Jane Wenham como los padres de Vera.
En 1998, para conmemorar el octogésimo aniversario del Armisticio, la BBC Radio 4 dramatizó en quince entregas las cartas en las que Testamento de juventud está en parte inspirado. Se tituló Letras de una Generación Perdida, fue dramatizado por Mark Bostridge y contó con Amanda Root como Vera Brittain y Rupert Graves como Roland Leighton.
En 2009 se anunció que una película sobre Testamento de juventud se estaba desarrollando por la BBC Films y Heyday Films del productor David Heyman, y sería dirigida por James Kent. Esta iniciativa tuvo el apoyo de la propiedad de Vera Brittain, la hija de Brittain Shirley Williams, y el biógrafo de Brittain Mark Bostridge, quien asistió como asesor. Se especuló que Saoirse Ronan iba a interpretar a Brittain en 2012, pero fue reemplazada en diciembre de 2013 cuando fue anunciado que Alicia Vikander interpretaría a Vera Brittain en la película, la cual se estrenaría a finales del 2014 como parte de las conmemoraciones de la Primera Guerra Mundial. El 4 de febrero de 2014, Kit Harington se unió el reparto para interpretar al prometido de Brittain, Roland Leighton. El 13 de febrero de 2014, se anunció que Colin Morgan, Taron Egerton y Alexandra Roach se habían unido el reparto de la película. El resto del reparto coral fue confirmado una vez que la filmación empezó, incluyendo a Dominic West, Emily Watson, Joanna Scanlan, Hayley Atwell, Jonathan Bailey y Anna Chancellor. La película se estrenó en España el 18 de noviembre de 2015 en DVD.

## Crítica
Un libro del biógrafo de Brittain y editor Mark Bostridge, titulado Vera Brittain y la Primera Guerra mundial. La Historia del testamento de Juventud fue publicado por Bloomsbury en diciembre de 2014. Hace hincapié en las primeras versiones del libro en la ola de la nueva adaptación cinematográfica.

## Otras fuentes
- The making of a peacenik  Mark Bostridge, The Guardian 30 de agosto de 2003.  Brittain's biographer reviews Testament of Youth (en inglés)
- Testament of Youth, Vera Brittain's Literary Quest for Peace por Linda S. Coleman Popular Press (en inglés)
- Mourning through Memoir: Trauma, Testimony, and Community in Vera Brittain's Testament of Youth. por Richard Badenhausen in Twentieth Century Literature, Vol. 49, 2003 (en inglés)